# Phygadeuon hastatus
Phygadeuon hastatus là một loài tò vò trong họ Ichneumonidae.